# Volador Delta (Star Trek: Voyager)
El Volador Delta con el registro NCC-74656 es una nave de corto alcance tipo lanzadera (transbordador) del universo ficticio de Star Trek, aparece en la serie televisiva Star Trek Voyager. y es una nave adjunta a la nave USS Voyager 
Este vehículo de ficción apareció en el episodio "Riesgo extremo" de la temporada 5. El boceto de la nave es del diseñador de producción de la serie Richard James y el ilustrador en jefe Rick Sternbach." En la historia, el desarrollo es autoría del teniente Tom Paris, por sugerencia de Siete de Nueve quien recomendó mejorar el diseño de los pequeños y poco maniobrables transbordadores. La teniente B'Elanna Torres contribuye con su experiencia en ingeniería y Siete de Nueve con su experiencia en el diseño de armas y escudos Borg. También Harry Kim y Tuvok contribuyeron en su construcción. Tom Paris despliega todos sus conocimientos como piloto creando unos controles "más humanos" inspirados en las naves del siglo XX que los tableros de control estándares de la Federación. Al ser una nave creada en campaña con tecnologías desconocidas por la Federación Unida de Planetas se trata de un diseño fuera de sus estándares. El Volador es utilizado continuamente como nave de exploración e inclusive nave de combate además de nave de pruebas, en una ocasión, fue utilizado para probar la tecnología cuántica estelar. El Volador Delta original se utilizó para infiltrarse en un cubo Borg táctico y fue destruido en el año 2376. y es reconstruido un año más tarde 2377.
Después del episodio en el que, Tom y B'Elanna participaron en una carrera en la que casi pierden la vida, deciden contraer matrimonio y los recién casados París y Torres utilizan el Volador Delta como su vehículo de luna de miel.